# Héctor Chávez Chuchón
Héctor Hugo Chávez Chuchón (Ayacucho, 14 de diciembre de 1960) es un médico cirujano y político peruano. Fue congresista de la república por Ayacucho durante el periodo 2001-2006.

## Biografía
Nació en la ciudad de Ayacucho, el 14 de diciembre de 1960.
Es egresado de la Universidad Nacional San Luis Gonzaga de Ica donde se graduó como médico cirujano y realizó estudios postgrado en las universidades de San Cristóbal de Huamanga en su natal Ayacucho y San Marcos en la ciudad de Lima.
Fue presidente de la Federación Médica Regional y gestor del Colegio Médico del Consejo Regional XVI de Ayacucho. Luego laboró en el Hospital Regional de Ayacucho y posteriormente denunció el caso de esterilizaciones forzadas contra mujeres campesinas cometidas por el gobierno de Alberto Fujimori. Tras esto, Chávez fue invitado por el Congreso de los Estados Unidos para exponer ante la Comisión de Derechos Humanos sobre su denuncia, sin embargo, Chávez fue sorpresivamente despedido de su labor por orden del Ministerio de Salud al mando del régimen fujimorista.

## Carrera política

### Congresista de la República
Héctor Chávez decide incursionar en el ámbito político cuando es invitado por la alianza Unidad Nacional de Lourdes Flores como candidato al Congreso de la República por su natal Ayacucho para las elecciones parlamentarias del año 2001. Chávez luego fue elegido como congresista de la república, obteniendo 8,297 votos, para el periodo parlamentario 2001-2006.
Como parlamentario se ha caracterizado por su férrea defensa a la vida, la salud de las personas, y a los derechos del niño por nacer, entre otros. En su gestión fue presidente de la subcomisión que investigaba el caso de esterilizaciones forzadas cometidas por el gobierno de Alberto Fujimori, donde se logró denunciar al expresidente y a sus exministros Alejandro Aguinaga y Marino Costa. En el año 2003, presidió la Comisión de Salud donde cumplió una amplia labor de fiscalización en los temas de Salud Pública y realizó proyectos de ley en favor de las personas portadoras del VIH y SIDA. Fue luego vicepresidente de la Comisión de Salud en el año 2004.
Chávez luego decidió renunciar a la bancada de Unidad Nacional tras discrepancias internas y se unió a la bancada conservadora Concertación Parlamentaria.
Culminando su gestión, Chávez decide afiliarse al partido Justicia Nacional de Jaime Salinas en el año 2005 y posteriormente postula a la reelección en las elecciones parlamentarias del año 2006, sin embargo, no resultó elegido. Estuvo militando en el partido Perú Posible desde el 2011 hasta el año 2014 y luego se unió a Peruanos Por el Kambio en 2016 donde nuevamente postuló sin éxito al Congreso de la República.
Actualmente se encuentra afiliado al partido Renovación Popular desde noviembre del año 2021.